# Mistrzostwa Świata FIBT 2003
Mistrzostwa Świata FIBT 2003 zostały rozegrane w Lake Placid, gdzie rozegrano męskie konkurencje bobslejowe, w Winterbergu gdzie odbyła się konkurencja kobiecych dwójek bobslejowych oraz w Nagano, gdzie rozegrano konkurencje skeletonowe. 

## Skeleton
- Data: 15–16 lutego 2003 (Nagano)

### Mężczyźni
| Miejsce | Sportowiec       | Narodowość        | Czas    |
| ------- | ---------------- | ----------------- | ------- |
| 1       | Jeff Pain        | Kanada            | 2:47.05 |
| 2       | Chris Soule      | Stany Zjednoczone | 2:47.79 |
| 3       | Brady Canfield   | Stany Zjednoczone | 2:48.41 |
| 4       | Kazuhiro Koshi   | Japonia           | 2:48.77 |
| 5       | Duff Gibson      | Kanada            | 2:48.82 |
| 6       | Kevin Ellis      | Stany Zjednoczone | 2:49.80 |
| 7       | Philippe Cavoret | Francja           | 2:50.03 |
| 8       | Kristan Bromley  | Wielka Brytania   | 2:50.14 |
| 9       | Zach Lund        | Stany Zjednoczone | 2:50.33 |
| 10      | Snorre Pedersen  | Norwegia          | 2:50.46 |

### Kobiety
- Data: 15–16 lutego 2003 (Nagano)

| Miejsce | Zawodnik              | Narodowość        | Czas    |
| ------- | --------------------- | ----------------- | ------- |
| 1       | Michelle Kelly        | Kanada            | 2:50.63 |
| 2       | Jekatierina Mironowa  | Rosja             | 2:51.94 |
| 3       | Tristan Gale          | Stany Zjednoczone | 2:52.10 |
| 4       | Tanja Morel           | Szwajcaria        | 2:52.21 |
| 5       | Mellisa Hollingsworth | Kanada            | 2:52.55 |
| 6       | Diana Sartor          | Niemcy            | 2:52.74 |
| 7       | Lindsay Alcock        | Kanada            | 2:52.77 |
| 8       | Maya Pedersen         | Szwajcaria        | 2:52.95 |
| 9       | Monique Riekewald     | Niemcy            | 2:52.95 |
| 10      | Kerstin Jürgens       | Niemcy            | 2:53.14 |

## Bobsleje

### Mężczyźni

#### Dwójki
- Data: 15–16 lutego 2003 (Lake Placid)

| Miejsce | Narodowość        | Zawodnik                           | czas    |
| ------- | ----------------- | ---------------------------------- | ------- |
| 1       | Niemcy            | André Lange Kevin Kuske            | 3:39.77 |
| 2       | Kanada            | Pierre Lueders Giulio Zardo        | 3:40.08 |
| 3       | Niemcy            | René Spies Franz Sagmeister        | 3:40.50 |
| 4       | Stany Zjednoczone | Todd Hays Randy Jones              | 3:40.66 |
| 5       | Łotwa             | Gatis Gūts Intars Dīcmanis         | 3:41.53 |
| 6       | Austria           | Wolfgang Stampfer Klaus Seelos     | 3:41.65 |
| 7       | Łotwa             | Sandis Prūsis Mārcis Rullis        | 3:41.86 |
| 8       | Monako            | Patrice Servelle Sébastien Gattuso | 3:41.93 |
| 9       | Kanada            | Jayson Krause Florian Linder       | 3:41.95 |
| 10      | Francja           | Bruno Mingeon Christophe Fouquet   | 3:42.33 |

#### Czwórki
- Data: 22–23 lutego 2003

| Miejsce | Narodowość        | Zawodnik                                                                      | czas    |
| ------- | ----------------- | ----------------------------------------------------------------------------- | ------- |
| 1       | Niemcy            | André Lange Rene Hoppe Kevin Kuske Carsten Embach                             | 3:36.59 |
| 2       | Stany Zjednoczone | Todd Hays Bill Schuffenhauer Randy Jones Garrett Hines                        | 3:37.12 |
| 3       | Rosja             | Aleksandr Zubkow Aleksiej Sieliwierstow Siergiej Gołubiow Dmitrij Stiepuszkin | 3:38.05 |
| 4       | Niemcy            | René Spies Franz Sagmeister Enrico Kühn Jens Nohka                            | 3:38.17 |
| 5       | Łotwa             | Sandis Prusis Jānis Silarājs Mārcis Rullis Jānis Ozols                        | 3:38.21 |
| 6       | Francja           | Bruno Mingeon Emanuel Hostache Christophe Fouquet Alexandre Arbez             | 3:38.88 |
| 7       | Szwajcaria        | Ivo Rüegg Daniel Mächler Stefan Bamert Christian Aebli                        | 3:39.05 |
| 8       | Niemcy            | Matthias Höpfner Marc Kühne Andreas Barucha Daniel Gärtner                    | 3:39.20 |
| 9       | Austria           | Wolfgang Stampfer Andreas Pröller Klaus Seelos Eugenio Balanque               | 3:39.73 |
| 10      | Stany Zjednoczone | Steven Holcomb Ivan Radcliff Doug Sharp William Person                        | 3:39.86 |

### Kobiety

#### Dwójki
- Data: 1–2 lutego 2003 (Winterberg)

| Miejsce | Narodowość        | Zawodnik                              | czas    |
| ------- | ----------------- | ------------------------------------- | ------- |
| 1       | Niemcy            | Susi Erdmann Annegret Dietrich        | 3:51.35 |
| 2       | Niemcy            | Sandra Prokoff Ulrike Holzner         | 3:51.52 |
| 3       | Niemcy            | Cathleen Martini Yvonne Cernota       | 3:52.43 |
| 4       | Holandia          | Eline Jurg Nannet Karenbeld           | 3:53.46 |
| 5       | Włochy            | Gerda Weissensteiner Jennifer Isacco  | 3:53.80 |
| 6       | Stany Zjednoczone | Jean Racine Vonetta Flowers           | 3:54.20 |
| 7       | Szwajcaria        | Françoise Burdet Karin Hagmann        | 3:54.38 |
| 8       | Holandia          | Ilse Broeders Jeannette Pennings      | 3:54.75 |
| 9       | Kanada            | Christina Smith Buffie Babb           | 3:55.12 |
| 10      | Rosja             | Olga Niekrasowa Tatjana Trapieznikowa | 3:55.48 |

## Tabela medalowa
| Miejsce | Państwo           |   |   |   | Razem |
| ------- | ----------------- | - | - | - | ----- |
| 1.      | Niemcy            | 3 | 1 | 2 | 6     |
| 2.      | Kanada            | 2 | 1 | 0 | 3     |
| 3.      | Stany Zjednoczone | 0 | 2 | 2 | 4     |
| 4.      | Rosja             | 0 | 1 | 1 | 2     |